# 利特爾菲爾德 (德克薩斯州)
利特爾菲爾德（英語：Littlefield）是一個位於美國德克薩斯州蘭姆縣的城市。根據2010年美國人口普查，該地共人口6372人，而該地的面積約為16.40平方千米。同時該地也是蘭姆縣的縣治。

## 地理
利特爾菲爾德的座標為33°55′02″N 102°19′30″W / 33.91722°N 102.32500°W，而該地的平均海拔高度為1090米（即3560英尺）。